# The Jesus Lizard
The Jesus Lizard is een Amerikaanse rockband, opgericht in 1987 in Austin (Texas) en gevestigd in Chicago, Illinois. Ze waren een vooraanstaande noiserockband in de Amerikaanse onafhankelijke underground, die een reeks onafhankelijke platen bleek te leveren vol met vernietigende, ontmantelde, door gitaar aangedreven pseudo-industriële noise, die allemaal positieve recensies kregen in underground muziekpublicaties en zware college-hoorspel. Na een korte periode als een alleen-opnameproject in Austin, vertrokken oprichter/zanger David Yow, bassist David Wm. Sims en gitarist Duane Denison in 1989 naar Chicago, Illinois, waar ze geestverwanten vonden in de opnametechnicus Steve Albini en Touch and Go Records. Met de toevoeging van drummer Mac McNeilly begonnen ze live op te treden, wat uiteindelijk een internationaal publiek trok. Drummer Jim Kimball verving eind 1996 McNeilly en werd twee jaar later zelf vervangen door Brendan Murphy.
Ondanks het uitbrengen van een split-single met toonaangevende alt-rockers Nirvana en ondertekening bij Capitol Records, slaagde de band er niet in commercieel succes te vinden te midden van de alternatieve rock-explosie van de jaren 1990 en ontbond in 1999. Hun reünietournee tien jaar later oogstte positieve reacties van publiek en critici. The Jesus Lizard voerde opnieuw een reünietournee uit in 2017.

## Bezetting
Huidige bezetting
- David Yow (zang, 1987–1999, 2008–2010, 2017–heden)
- Duane Denison (gitaar, 1987–1999, 2008–2010, 2017–heden)
- David Wm. Sims (basgitaar, 1987–1999, 2008–2010, 2017–heden)
- Mac McNeilly (drums, 1989–1996, 2008–2010, 2017–heden)

Voormalige bezetting
- Jim Kimball (drums, 1996–1998)
- Brendan Murphy (drums, 1998–1999)

## Geschiedenis
De band begon in Austin, Texas, toen gitarist Duane Denison David Yow, voorheen van Scratch Acid, vroeg om bas te spelen op enkele nummers die hij wilde opnemen. Yow stelde voor dat hij zou zingen en de voormalige Scratch Acid-bassist David Wm. Sims zou in plaats daarvan bas spelen. De daaruit voortkomende band dankt zijn naam aan een algemene bijnaam voor de basilisk, een soort hagedis die op water kan lopen. Het trio repeteerde meerdere keren in Austin met een drummachine. Yow en Sims verhuisden in 1988 naar Chicago en Denison volgde het jaar daarop. Hun eerste ep Pure werd opgenomen door Albini en uitgebracht door Touch & Go in 1989. Het is de enige plaat van de band die een drummachine gebruikt. Drummer Mac McNeilly, voorheen van Phantom 309, werd gerekruteerd en de band speelde zijn eerste liveshow op 1 juli 1989. Albini nam de volgende vier albums van de band op: Head, Goat, Liar en Down. Tijdens dit tijdperk bracht de band ook de liveplaat Show en de split-single Puss/Oh, the Guilt uit met Nirvana.
De band tekende in 1995 bij Capitol Records, nam het nummer Panic in Cicero op voor de soundtrack van de film Clerks en trad kort daarna op in Lollapalooza. Onder de indruk van zijn werk op het album The Stoner Witch van The Melvins, huurde de band producent Garth Richardson in om in het volgende jaar hun volgende plaat op te nemen. Hoewel de geruchten, dat Albini weigerde met de band te werken vanwege hun betrokkenheid bij een groot label, bleven bestaan, hebben zowel Albini als de band verklaard dat dit niet waar is. McNeilly verliet de band eind 1996, verwijzend naar de uitputting van het toeren en de wens om meer tijd met zijn gezin door te brengen. Hij werd vervangen door Jim Kimball, van Mule en Denison's zijproject, The Denison/Kimball Trio.
Na nog meer zware tournees het daarop volgende jaar, nam deze bezetting de titelloze ep uit 1998 op bij Jetset Records, hun enige plaat waarvan de titel geen vierletterwoord is. De ep bevatte productie en techniek door Andy Gill van Gang of Four, John Cale en Jim O'Rourke. Later dat jaar bracht de band het album Blue uit, ook opgenomen door Gill. De plaat verkende hun experimentele instincten waar eerder naar verwezen werd op eerdere nummers als Happy Bunny Goes Fluff-Fluff Along en White Hole. In augustus 1998 verliet Kimball de band en werd vervangen door de uit Chicago afkomstige drummer Brendan Murphy, voorheen van Wesley Willis Fiasco. Ze begonnen nog een aantal maanden aan zware tournees en speelden het laatste optreden van hun eerste carrière op het Umeå Open-festival in Umeå in Zweden op 27 maart 1999. Nadat het contract door Capitol Records werd opgezegd, kondigde de band aan dat ze de volgende juni zouden stoppen.
In 2000 bracht Touch & Go Bang de cd Bang uit met 7" nummers en rariteiten. De leden bleven muzikaal actief: Denison begon op te treden met Tomahawk, bleef spelen met Kimball in The Denison/Kimball Trio en steunde Hank Williams III op tournee. Hij vormde ook USSA met ex-Ministry bassist Paul Barker in 2006. McNeilly speelde drums in PW Longs Reelfoot opname Push Me Again en bleef met zijn vrouw meespelen in hun band Mouse. Hij nam op met Steve Albini in februari 2007 voor Denisons Fuzz-labelgenoot Greg Garing. In 2006 formeerden Yow en Sims Scratch Acid opnieuw, samen met de oorspronkelijke leden Rey Washam (ook van Rapeman, Ministry) en Brett Bradford (ook van Sangre de Toro) voor het Touch & Go Records 25th Anniversary Festival in Chicago. Een week voor het Touch & Go Festival speelde het herenigde Scratch Acid voor een uitverkocht publiek bij Emo's in hun woonplaats Austin. Sims verhuisde naar New York, begon te werken als accountant en handhaafde zijn soloproject Dangerpuss. Yow verhuisde naar Los Angeles, werkte als grafisch ontwerper voor een reclamebureau en trad toe tot de band Qui.
The Jesus Lizard werd in 2008 opnieuw geformeerd met McNeilly als drummer en begon het jaar daarop concerten te spelen. Deze shows omvatten optredens op het Pitchfork Music Festival in Chicago en All Tomorrow's Parties muziekfestivals in Engeland en New York. Op 6 oktober werden alle Touch & Go-studioalbums van de band opnieuw uitgebracht met verbeterd geluid en bonusnummers. De albums zijn geremasterd door Albini en Bob Weston en verpakt met nieuwe albumnotities en gatefold artwork. Na de tournee keerden de individuele leden terug naar andere projecten en verklaarden dat deze activiteit waarschijnlijk hun laatste was.
In augustus 2011 bracht MVD Club uit, een concert-dvd en dubbele lp van het optreden van de band in Nashville (Tennessee) bij Exit/In van de tournee van 2009. In 2013 bracht Yow het solo-album Tonight You Look Like a Spider uit, dat al bijna 15 jaar in productie was bij Joyful Noise Recordings. Het album werd uitgebracht in een beperkte oplage, waarbij het vinylalbum werd geleverd in een harde monoliet in plaats van een normale platenhoes. In oktober 2013 zou The Jesus Lizard spelen op het All Tomorrow's Parties-evenement Release the Bats in Melbourne, Australië. Ze hebben deze show afgelast vanwege onvoorziene omstandigheden.
In september 2017 kondigde The Jesus Lizard hun tweede reünie aan. De band ondernam hun eerste tournee in acht jaar in december. In september 2018 gingen ze op tournee met stops in Washington D.C., Atlanta, Austin, Philadelphia, Seattle, Portland, Detroit en Boston. Diezelfde maand speelden ze op het Riot Fest 2018 in Chicago.

## Geluid, invloed en erfenis
Hun muziek bevatte een bijtende mix van doordringende gitaar, machine-achtige drums, een voortstuwende basgitaar en psychotische zang. De stekende gitaar van Denison diende vaak meer als textuur of kleur dan als een ritme- of leadinstrument, terwijl de stops en starts van de ritmesectie tegelijkertijd nauwkeurig en brutaal waren. David Sprague suggereert dat Yows onsamenhangende coupletten doen denken aan een prediker die in tongen spreekt. Albini hield de zang meestal laag in de mix, of veel minder prominent dan typisch was voor rock-'n-roll-opnamen. In Our Band Could Be Your Life schrijft Michael Azerrad dat op The Jesus Lizard-albums die Albini opnam, zanger David Yow klinkt als een ontvoerd slachtoffer dat probeert door de ducttape over zijn mond te huilen. Het effect is verschrikkelijk. Yow beschouwt zichzelf niet als zanger in de gebruikelijke zin, maar beschouwt zichzelf eerder als een vocale stylist. Hoewel gewaardeerd als een unieke zanger, werd Yow vaker genoemd vanwege zijn confronterende capriolen op het podium, waarbij hij vaak in de menigte sprong of zijn kleren uitdeed. Hij stond er ook om bekend leden van de menigte te likken terwijl hij over hen heen klom en soms halverwege het nummer een gesprek op gang bracht.

## Discografie
Singles
- 1989: Chrome (Touch and Go Records)
- 1990: Mouth Breather (Touch and Go Records)
- 1992: Wheelchair Epidemic (Touch and Go Records)
- 1992: Gladiator (Touch and Go Records)
- 1992: Gladiator / Boilermaker (Insipid Vinyl)
- 1993: (Fly) On (The Wall) (Touch and Go Records)
- 1993: Puss / Oh, The Guilt (Insipid Vinyl)
- 1993: Puss (Touch and Go Records)

Ep's
- 1989: Pure (Touch and Go Records)
- 1993: Lash (Touch and Go Records)
- 1998: The Jesus Lizard (JetSet)

Studioalbums
- 1990: Head (Touch and Go Records)
- 1991: Goat (Touch and Go Records)
- 1992: Liar (Touch and Go Records)
- 1994: Down (Touch and Go Records)
- 1996: Shot (Capitol Records)
- 1998: Blue (Capitol Records)

Livealbums
- 1994: Show (Collision Arts)
- 2011: Club (Chunklet)

Compilaties
- 2000: Bang (Touch and Go Records)
- 2009: Inch (Touch and Go Records)

Singles en officiële video's
- 1991: Nub (1991)
- 1992: Gladiator (1992)
- 1993: Puss (1993)
- 1994: Destroy Before Reading (1994)

Dvd's
- 2007: The Jesus Lizard - Live (Music Video Distributors)
- 2011: The Jesus Lizard - Club (Music Video Distributors)